# Hôtel de ville d'Aoste
 (décembre 2023).
Si vous disposez d'ouvrages ou d'articles de référence ou si vous connaissez des sites web de qualité traitant du thème abordé ici, merci de compléter l'article en donnant les références utiles à sa vérifiabilité et en les liant à la section « Notes et références ».
L'hôtel de ville d'Aoste (en italien : Municipio di Aosta) est un bâtiment historique, siège de la commune d'Aoste, en Italie.

## Histoire
Le site de l'hôtel de ville était auparavant occupé par un couvent des Cordeliers. Ce dernier est démoli pour faire place au nouvel hôtel de ville et à la place Émile-Chanoux. Les travaux de construction du bâtiment, voulu par le syndic Emmanuel Bich et conçu par l'architecte Michelangelo Bossi, commencent en 1835 et se terminent en 1841.

## Description
Le bâtiment se situe sur la place Émile-Chanoux.

## Galerie d'images

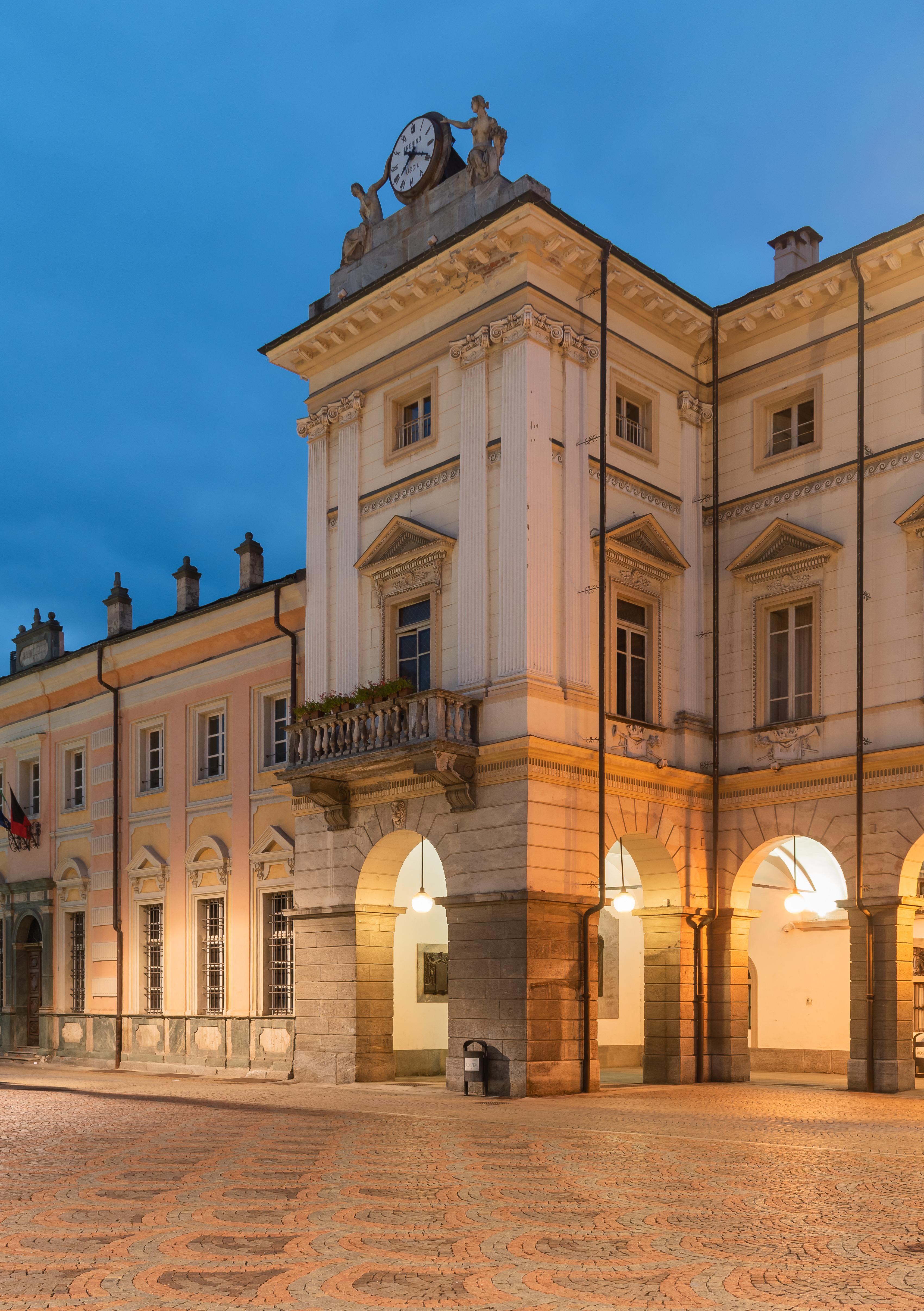
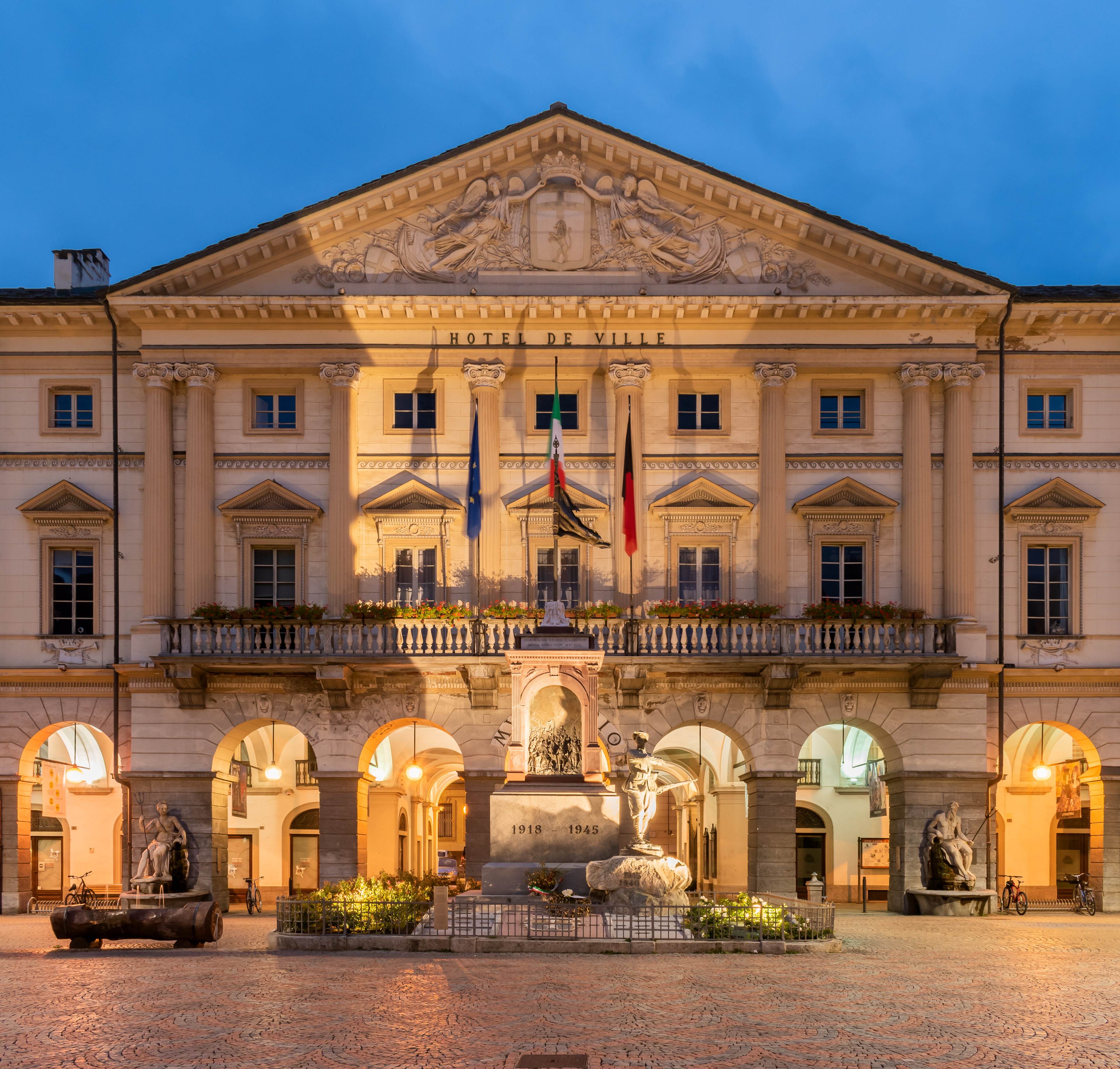
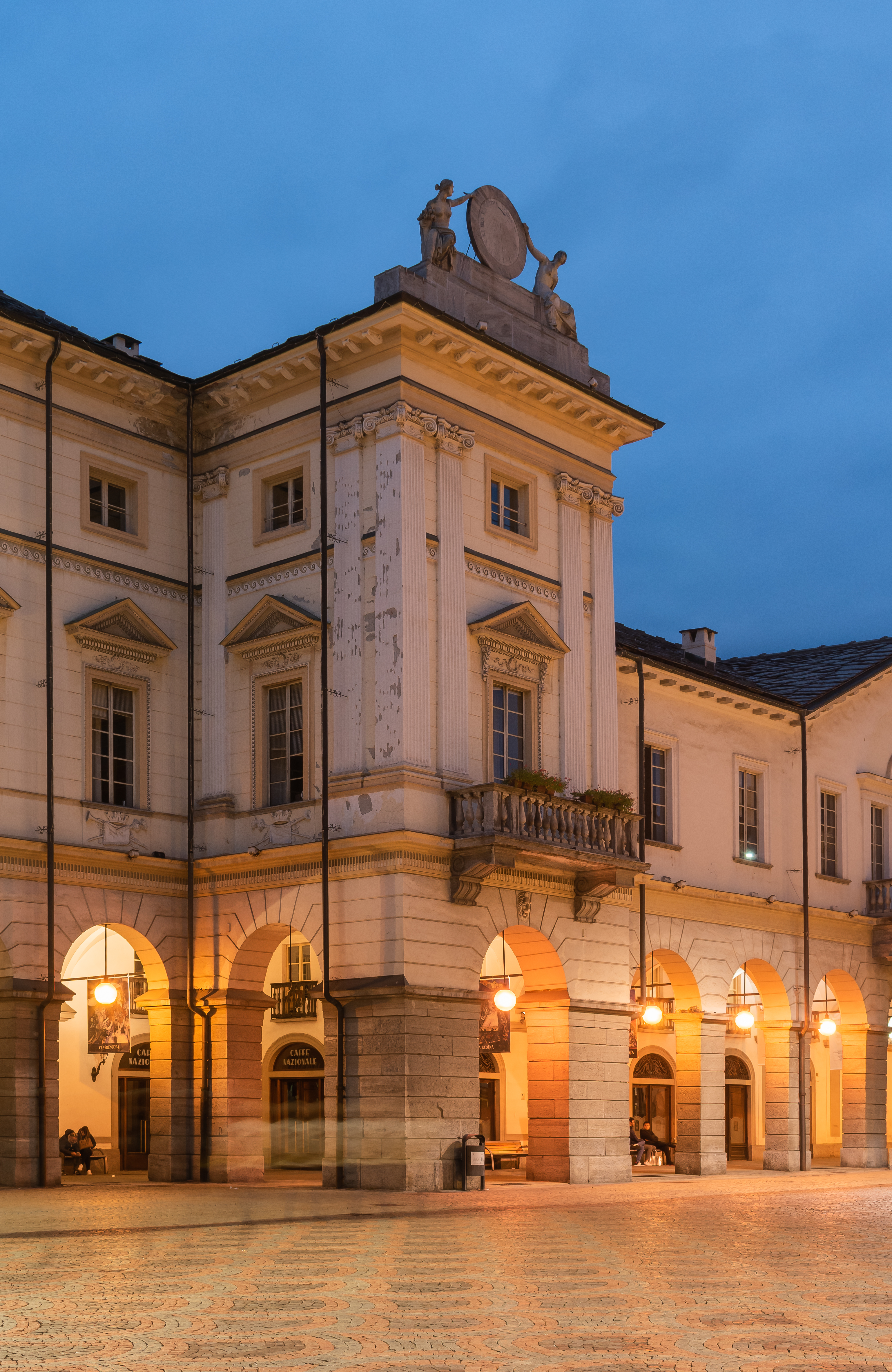
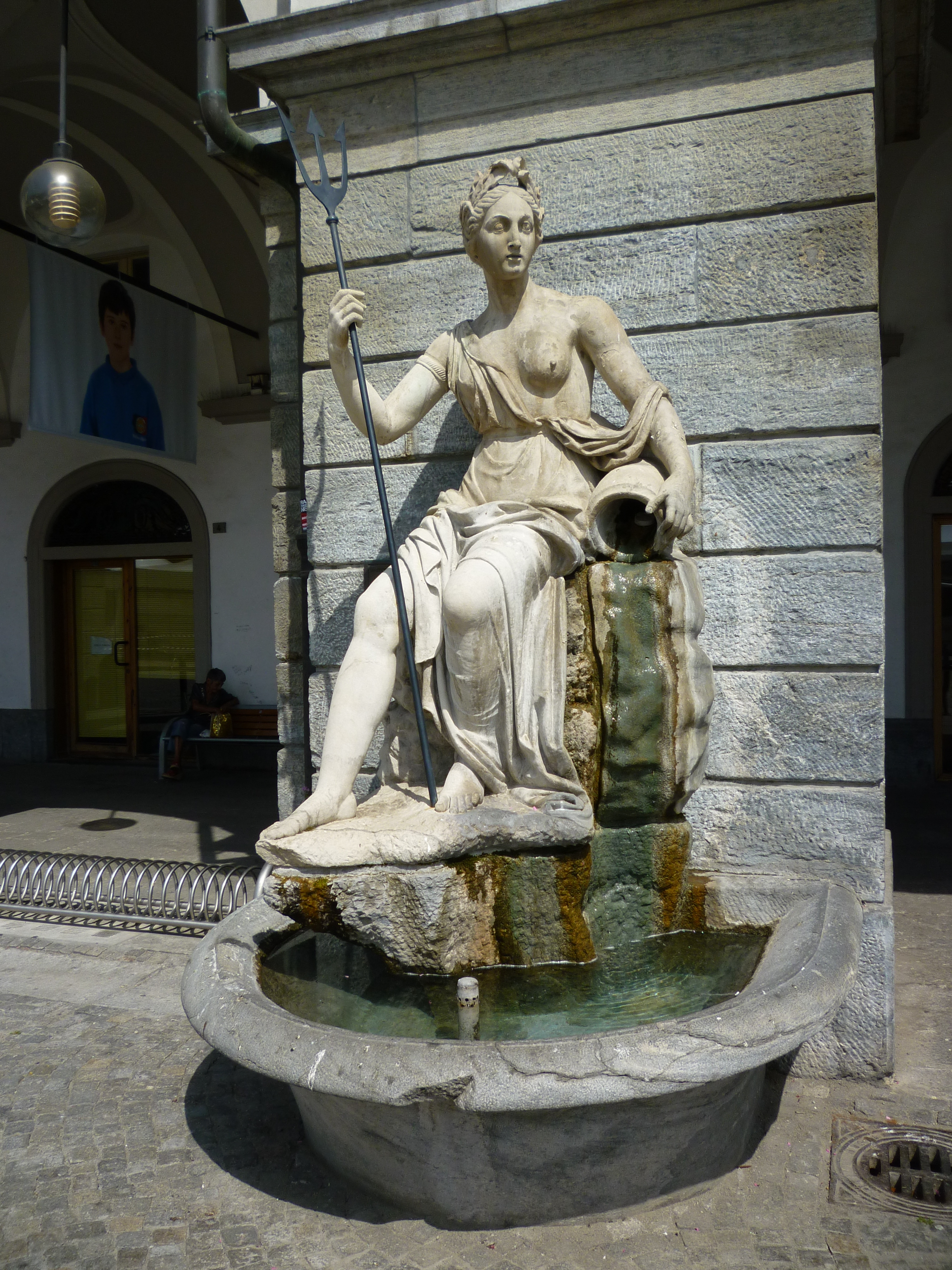
La fontaine de la Doire baltée
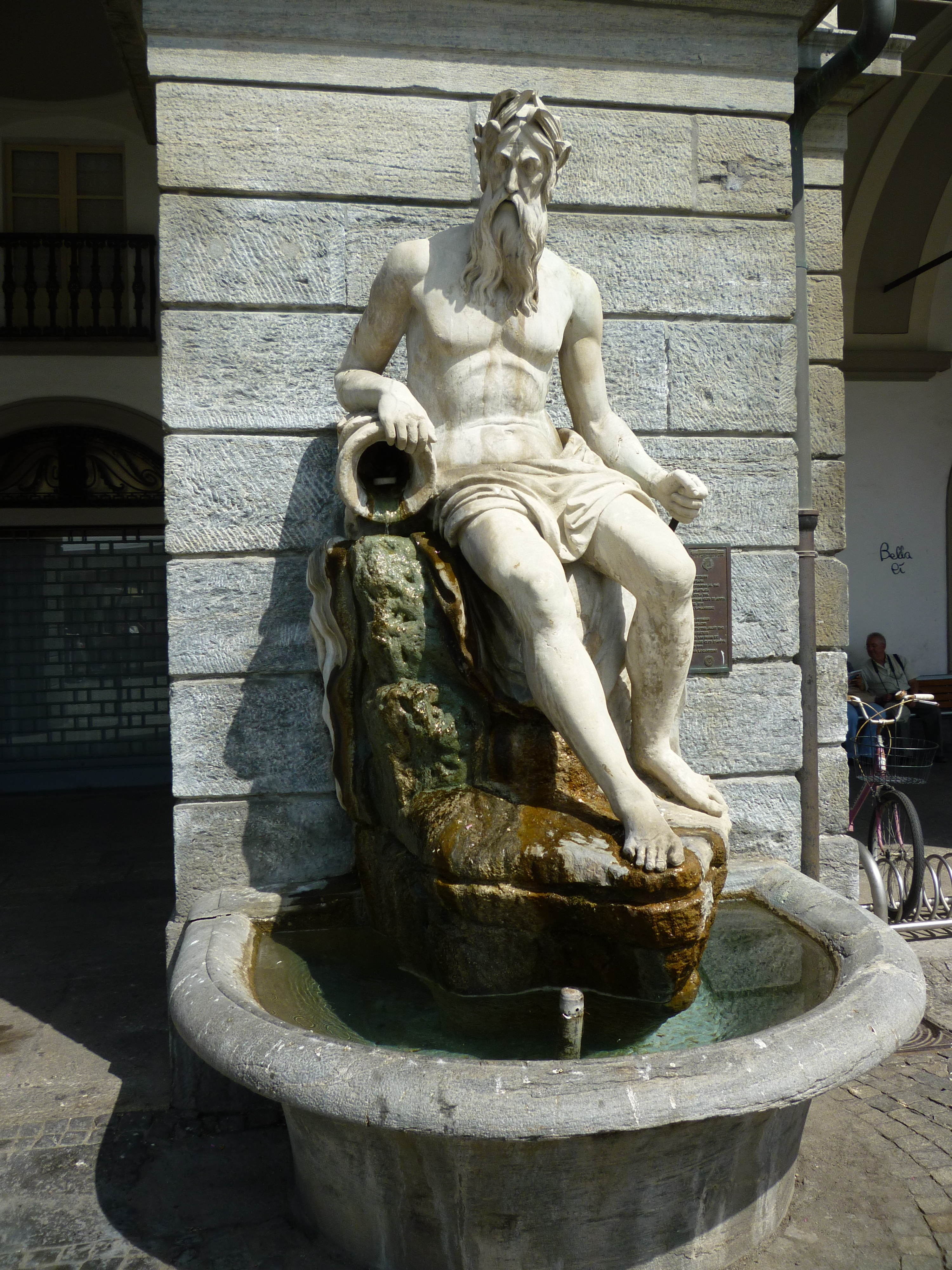
La fontaine du Buthier